# Donna Karen

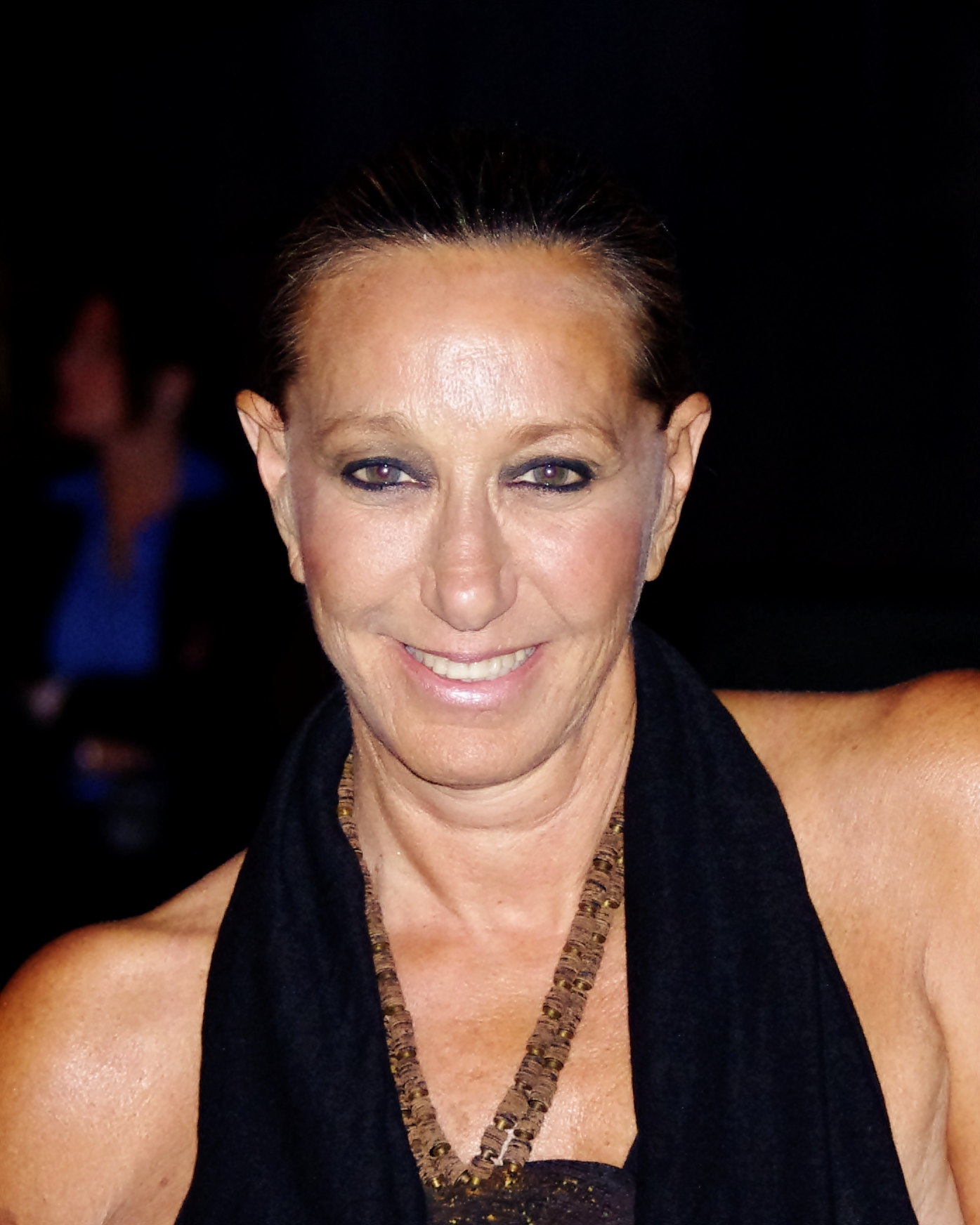

Donna Karan (2 de outubro de 1948 (idade 75 anos), Forest Hills, Nova York) é uma designer de moda norte-americana dos EUA.
É a criadora das marcas de roupa Donna Karan New York e DKNY.

## Vida e carreira
Ela cresceu em uma família relacionada à moda. Em 1970, ela se casou com Mark Karan, um homem que lhe daria o nome que a tornou famosa.
Ela estudou na Parsons School of Design, em Nova York e uma vez formada, rapidamente conseguiu seu primeiro emprego relacionado com moda. Colaborou com a estilista Anne Klein, tendo chegado a chefe da equipa de design, onde permaneceu até 1985, altura em que lançou a marca de roupa com o seu nome.
Karan foi lentamente construindo um império enorme. Decidiu, como muitos outros designers, ampliar sua linha de produtos para gerar, além da linha feminina, uma linha masculina, uma para crianças, sapatos, cosméticos, etc..

## Prémios
- Coty American Fashion Critics Award - 1977, 1981, 1984, 1985
- Fashion Footwear Association of New York Award - 1988
- Council of Fashion Designers of America - 1985 (Special Award), 1986 (Special Award), 1987 (Special Award), 1990, 1992, 2004
- Woolmark Award - 1992
- Honorary Degree, Bachelor of Fine Arts Parsons School of Design - 1987